# Temperatura del cuerpo humano
La temperatura normal del cuerpo humano (normotermia, eutermia) es el rango de temperatura típico que se encuentra en los humanos. El rango de temperatura normal del cuerpo humano se establece típicamente entre 36.5–37.5 °C (97.7–99.5 °F).
La temperatura del cuerpo humano varía, depende del sexo, la edad, la hora del día, el nivel de esfuerzo, el estado de salud (como enfermedad y la menstruación), en qué parte del cuerpo se realiza la medición, el estado de conciencia (despierto, dormido, sedado) y las emociones. La temperatura corporal se mantiene en un rango normal mediante termorregulación, en la que el sistema nervioso central activa el ajuste de la temperatura.
Temperatura corporal: datos personales relacionados con la salud
La temperatura corporal es un dato personal relativo al estado de salud de un individuo y se caracteriza por su volatilidad y temporalidad. La naturaleza personal de esta información se debe al hecho de que se origina en el cuerpo humano. Excepto por esta característica, las variaciones continuas de temperatura no permiten la identificación del sujeto de datos, como lo permite el genoma humano o las huellas dactilares papilares. La temperatura del cuerpo humano no tiene un carácter distintivo que pueda contribuir a la identificación de un individuo en un grupo de personas.
La temperatura no se puede atribuir a una persona en ausencia de correlación con la fecha y hora en que se registró / midió, pues puede presentar variaciones provocadas por factores incontrolables, tanto internos como externos al individuo (como se describe a continuación). El registro de la temperatura, incluida la hora a la que se midió, no puede dar lugar a la identificación de una persona física en ausencia de otra información, como la correlación con la imagen de vídeo o datos relacionados con la identidad de la persona. El procesamiento de la temperatura corporal registrándola no representa un dato personal válido en ausencia de registrar otros datos que conduzcan a la identidad o identificación del interesado.
La temperatura corporal, el valor indicado después de la medición, no representa un dato personal auténtico, ya que no puede identificar ni contribuir a la identificación de una persona en ausencia de correlación con otros datos personales. Sin embargo, el valor de la temperatura corporal es información sobre la salud del interesado, una fecha sensible cuyo tratamiento es de especial importancia en circunstancias especiales como una pandemia. La temperatura corporal puede incluirse en el concepto de datos personales solo como consecuencia de asignarla a otro conjunto de datos que, independientemente del valor de temperatura, identificarían o podrían identificar a una persona (por ejemplo, 1. recopilar y registrar la temperatura en el historial médico de una persona; o 2. recolectar y grabar imágenes de video y valores de temperatura corporal en la entrada de una entidad).

## Métodos de medida

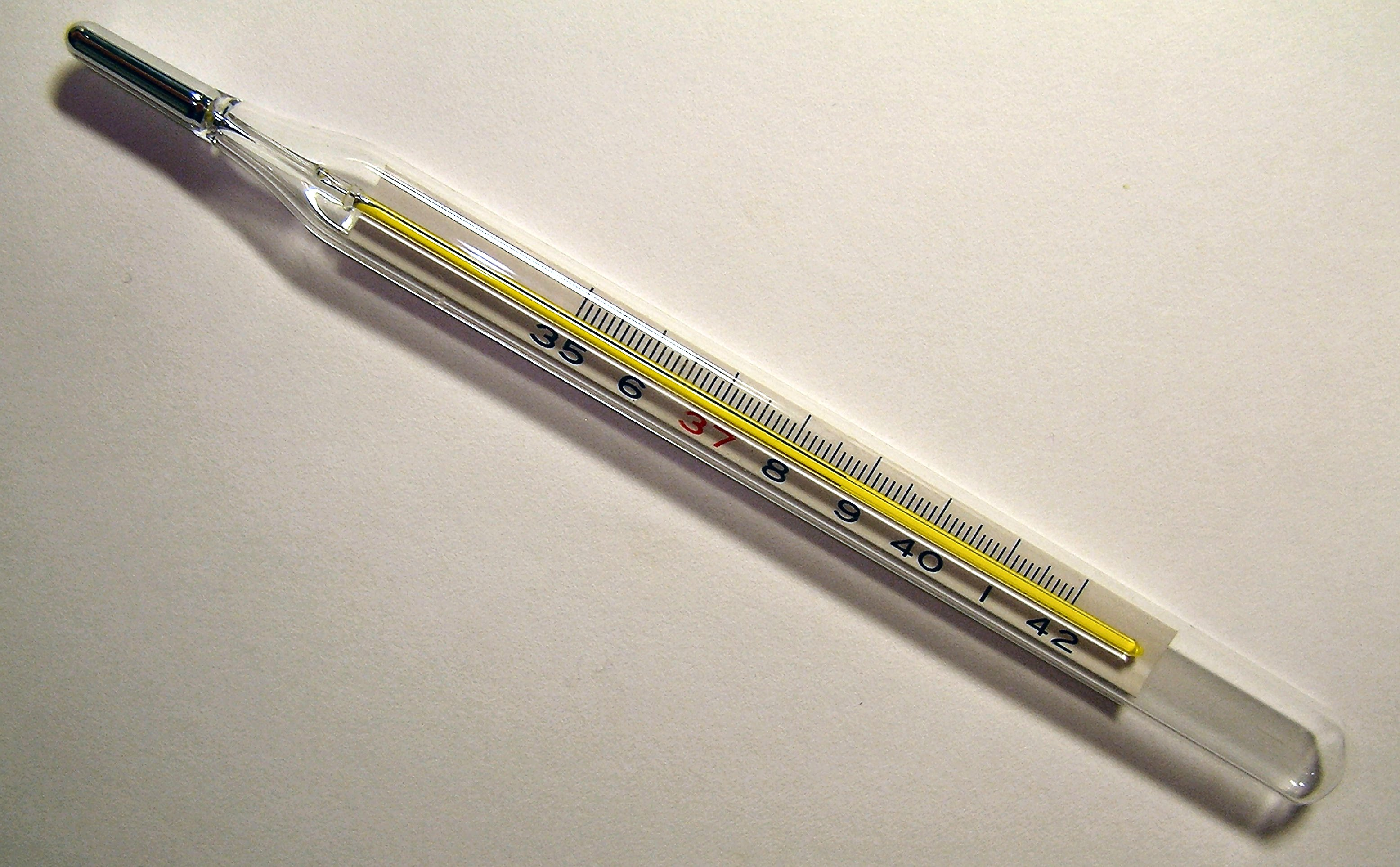
Un termómetro médico que muestra una lectura de temperatura de 38.7 °C.

Tomar la temperatura de una persona es una parte inicial de un examen clínico completo. Existen varios tipos de termómetros médicos, así como sitios utilizados para la medición, que incluyen:
- En el recto (temperatura rectal)
- En la boca (temperatura oral)
- Debajo del brazo (temperatura axilar)
- En el oído (temperatura timpánica)
- En la piel de la frente sobre la arteria temporal
- Usando sensores de flujo de calor

### Variaciones

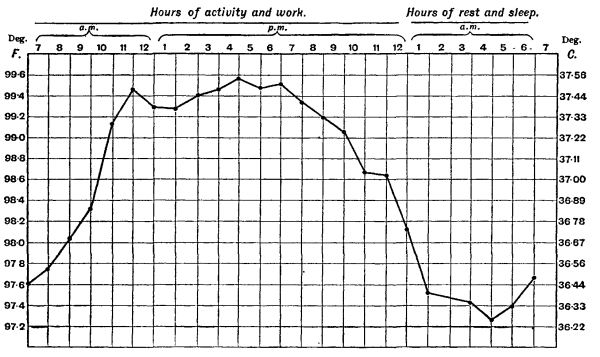
Variación diurna de la temperatura corporal, que va desde aproximadamente 37.5 °C de 10 a. m. A 6 p. m., y desciende a unos 36.4 °C de 2 a 6 a.m.

El control de temperatura (termorregulación) es parte de un mecanismo homeostático que mantiene al organismo a una temperatura óptima de funcionamiento, ya que la temperatura afecta la velocidad de las reacciones químicas. En los humanos, la temperatura interna promedio es 37 grados Celsius (98,6 °F), aunque varía alrededor de este punto entre 0,5 y 1 C. Sin embargo, ninguna persona siempre tiene exactamente la misma temperatura en todo momento del día. Las temperaturas suben y bajan regularmente a lo largo del día, controladas por el ritmo circadiano de la persona. La temperatura más baja ocurre aproximadamente dos horas antes de que la persona se despierte normalmente. Además, las temperaturas cambian según las actividades y factores externos.
Además de variar a lo largo del día, la temperatura corporal normal también puede diferir hasta 0.5 °C (0.9 °F) de un día para otro, de modo que las temperaturas más altas o más bajas de un día no siempre coincidirán exactamente con las temperaturas más altas o más bajas del día siguiente.
La temperatura normal del cuerpo humano varía ligeramente de una persona a otra y según la hora del día. En consecuencia, cada tipo de medición tiene un rango de temperaturas normales. El rango de temperaturas normales del cuerpo humano, por vía oral, es 36.8±0.5 °C (98.2±0.9 °F). Esto significa que cualquier temperatura oral entre 36,3 y 37,3 grados Celsius (97,3 y 99,1 °F) es probable que sea normal.
La temperatura normal del cuerpo humano a menudo se establece entre 36.5–37.5 °C (97.7–99.5 °F). En adultos, una revisión de la literatura ha encontrado un rango más amplio de 33.2–38.2 °C (91.8–100.8 °F) para temperaturas normales, según el sexo y la ubicación medida.
Los valores informados varían según cómo se mida: oral (debajo de la lengua): 36.8±0.4 °C (98.2±0.72 °F), interno (rectal, vaginal): 37 grados Celsius (98,6 °F).  Una medición rectal o vaginal tomada directamente dentro de la cavidad corporal suele ser ligeramente más alta que la medición oral, y la medición oral es algo más alta que la medición cutánea. Otros lugares, como debajo del brazo o en la oreja, producen diferentes temperaturas típicas.  Si bien algunas personas piensan que estos promedios representan medidas normales o ideales, se ha encontrado una amplia gama de temperaturas en personas sanas.  La temperatura corporal de una persona sana varía durante el día en aproximadamente 0.5 °C (0.9 °F) con temperaturas más bajas por la mañana y temperaturas más altas al final de la tarde y la noche, a medida que cambian las necesidades y actividades del cuerpo.  Otras circunstancias también afectan la temperatura corporal. La temperatura corporal central de un individuo tiende a tener el valor más bajo en la segunda mitad del ciclo del sueño; el punto más bajo, llamado nadir, es uno de los marcadores primarios de los ritmos circadianos. La temperatura corporal también cambia cuando una persona tiene hambre, sueño, está enferma o tiene frío.

### Ritmos naturales
La temperatura corporal normalmente fluctúa durante el día siguiendo ritmos circadianos, con los niveles más bajos alrededor de 4 a. m. y el más alto al final de la tarde, entre las 4:00 y las 6:00 p. m. (asumiendo que la persona duerme por la noche y permanece despierta durante el día). Por lo tanto, una temperatura oral de 37,3 grados Celsius (99,1 °F) sería, estrictamente hablando, una temperatura normal y saludable en la tarde, pero no temprano en la mañana. La temperatura corporal de un individuo generalmente cambia alrededor de entre 0.5 °C (0.9 °F) sus puntos más altos y más bajos cada día. 
La temperatura corporal es sensible a muchas hormonas, por lo que las mujeres tienen un ritmo de temperatura que varía con el ciclo menstrual, llamado ritmo circamensal. La temperatura corporal basal de una mujer aumenta bruscamente después de la ovulación, a medida que disminuye la producción de estrógeno y aumenta la progesterona. Los programas de concientización sobre fertilidad utilizan este cambio para identificar cuándo una mujer ha ovulado para lograr o evitar un embarazo. Durante la fase lútea del ciclo menstrual, tanto la temperatura más baja como la media son ligeramente más altas que durante otras partes del ciclo. Sin embargo, la cantidad que aumenta la temperatura durante cada día es ligeramente más baja de lo normal, por lo que la temperatura más alta del día no es mucho más alta de lo habitual. Los anticonceptivos hormonales suprimen el ritmo circamensal y elevan la temperatura corporal típica en aproximadamente 0.6 °C (1.1 °F).
La temperatura también varía con el cambio de estaciones durante cada año. Este patrón se llama ritmo circular. Los estudios de variaciones estacionales han producido resultados inconsistentes. Las personas que viven en diferentes climas pueden tener diferentes patrones estacionales.
El aumento de la aptitud física aumenta la cantidad de variación diaria de temperatura. 
Con el aumento de la edad, tanto la temperatura corporal promedio como la cantidad de variabilidad diaria en la temperatura corporal tienden a disminuir. Los pacientes de edad avanzada pueden tener una capacidad disminuida para generar calor corporal durante la fiebre, por lo que incluso una temperatura algo elevada puede indicar una causa subyacente grave en geriatría. Un estudio sugirió que la temperatura corporal promedio también ha disminuido desde la década de 1850. Los autores del estudio creen que la explicación más probable del cambio es una reducción de la inflamación a nivel de la población debido a la disminución de las infecciones crónicas y la mejora de la higiene.

### Métodos de medición
| Método    | Mujer                        | Hombres                      |
| --------- | ---------------------------- | ---------------------------- |
| Oral      | 33.2–38.1 °C (91.8–100.6 °F) | 35.7–37.7 °C (96.3–99.9 °F)  |
| Rectal    | 36.8–37.1 °C (98.2–98.8 °F)  | 36.7–37.5 °C (98.1–99.5 °F)  |
| Timpánico | 35.7–37.8 °C (96.3–100.0 °F) | 35.5–37.8 °C (95.9–100.0 °F) |

Los diferentes métodos utilizados para medir la temperatura producen resultados diferentes. La lectura de temperatura depende de qué parte del cuerpo se esté midiendo. Las temperaturas diurnas típicas entre adultos sanos son las siguientes:
- La temperatura en el ano (recto/rectal), la vagina o en el oído (timpánico) es de aproximadamente 37,5 grados Celsius (99,5 °F)
- La temperatura en la boca (oral) es de aproximadamente 36,8 grados Celsius (98,2 °F)
- La temperatura debajo del brazo (axilar) es de aproximadamente 36,5 grados Celsius (97,7 °F)

En general, las temperaturas corporales oral, rectal, intestinal y central, aunque ligeramente diferentes, están bien correlacionadas.
La temperatura oral se ve influenciada por beber, masticar, fumar y respirar con la boca abierta. Respirar por la boca, bebidas frías o comida, reduce la temperatura bucal; las bebidas calientes, la comida caliente, masticar y fumar elevan la temperatura oral. 
Cada método de medición también tiene diferentes rangos normales según el sexo.

### Termómetro infrarrojo
A partir de 2016, las revisiones de los termómetros infrarrojos han encontrado que tienen una precisión variable. Esto incluye termómetros infrarrojos timpánicos en niños.

### Variaciones debidas a factores externos
Muchos factores externos también afectan la temperatura medida. Los valores "normales" se dan generalmente para un adulto por lo demás sano, que no ayuna, vestido cómodamente, en el interior, en una habitación que se mantiene a una temperatura ambiente normal, 22,7 a 24,4 grados Celsius (72,9 a 75,9 °F), durante la mañana, pero no poco después de levantarse del sueño. Además, para las temperaturas orales, el sujeto no debe haber comido, bebido o fumado nada en al menos los últimos quince a veinte minutos, ya que la temperatura de la comida, bebida o humo puede afectar dramáticamente la lectura.
La temperatura aumenta después de comer o beber algo con calorías. La restricción calórica, como en una dieta para bajar de peso, disminuye la temperatura corporal general.  Beber alcohol disminuye la cantidad de cambio diario, baja ligeramente las temperaturas diurnas y eleva notablemente las temperaturas nocturnas. 
El ejercicio eleva la temperatura corporal. En los adultos, un aumento notable generalmente requiere ejercicio extenuante o ejercicio sostenido durante un tiempo significativo. Los niños desarrollan temperaturas más altas con actividades más suaves, como jugar.
Los factores psicológicos también influyen en la temperatura corporal: una persona muy emocionada suele tener una temperatura elevada.
Usar más ropa ralentiza el cambio diario de temperatura y aumenta la temperatura corporal. Del mismo modo, dormir con una manta eléctrica eleva la temperatura corporal por la noche. 
Las alteraciones del sueño también afectan las temperaturas. Normalmente, la temperatura corporal desciende significativamente a la hora normal de dormir de una persona y durante la noche. La privación del sueño a corto plazo produce una temperatura más alta por la noche de lo normal, pero la privación del sueño a largo plazo parece reducir la temperatura. El insomnio y la mala calidad del sueño se asocian con caídas más pequeñas y posteriores de la temperatura corporal. De manera similar, despertarse inusualmente temprano, dormir hasta tarde, el desfase horario y los cambios en los horarios de trabajo por turnos pueden afectar la temperatura corporal. 

## Concepto

### Fiebre
Un punto de ajuste de temperatura es el nivel al que el cuerpo intenta mantener su temperatura. Cuando se eleva el punto de ajuste, el resultado es fiebre. La mayoría de las fiebres son causadas por enfermedades infecciosas y se pueden reducir, si se desea, con medicamentos antipiréticos.
Una temperatura matutina superior a 37,2 grados Celsius (99,0 °F) o una temperatura al final de la tarde superior a 37,7 grados Celsius (99,9 °F) normalmente se considera fiebre, asumiendo que la temperatura se eleva debido a un cambio en el punto de ajuste del hipotálamo. A veces, los umbrales más bajos son apropiados para las personas mayores. La variación de temperatura diaria normal es típicamente 0.5 °C (0.90 °F), pero puede ser mayor entre las personas que se recuperan de la fiebre. 
Un organismo a la temperatura óptima se considera afebril o apiréxico, que significa "sin fiebre". Si la temperatura aumenta, pero el punto de ajuste no aumenta, el resultado es hipertermia.

### Hipertermia
La hipertermia ocurre cuando el cuerpo produce o absorbe más calor del que puede disipar. Suele deberse a una exposición prolongada a altas temperaturas. Los mecanismos de regulación del calor del cuerpo a veces se abruman y son incapaces de lidiar con el calor de manera efectiva, lo que hace que la temperatura corporal suba incontrolablemente. Hipertermia de aproximadamente 40 grados Celsius (104 °F) o más es una emergencia médica potencialmente mortal que requiere tratamiento inmediato. Los síntomas comunes incluyen dolor de cabeza, confusión y fatiga. Si la sudoración ha provocado deshidratación, entonces la persona afectada puede tener la piel seca y enrojecida.
En un entorno médico, la hipertermia leve se denomina comúnmente agotamiento por calor o postración por calor; la hipertermia severa se llama golpe de calor. El golpe de calor puede aparecer repentinamente, pero generalmente sigue las etapas más leves que no se tratan. El tratamiento implica enfriar y rehidratar el cuerpo; los medicamentos para reducir la fiebre son inútiles para esta afección. Esto se puede hacer alejándose de la luz solar directa a un ambiente más fresco y sombreado, bebiendo agua, quitándose la ropa que pueda mantener el calor cerca del cuerpo o sentándose frente a un ventilador. Puede ser útil bañarse en agua tibia o fría, o incluso simplemente lavarse la cara y otras áreas expuestas de la piel.
Con fiebre, la temperatura central del cuerpo se eleva a una temperatura más alta a través de la acción de la parte del cerebro que controla la temperatura corporal; con hipertermia, la temperatura corporal se eleva sin la influencia de los centros de control de calor.

### Hipotermia
En la hipotermia, la temperatura corporal desciende por debajo de la requerida para el metabolismo y las funciones corporales normales. En los seres humanos, esto suele deberse a una exposición excesiva al aire o al agua fríos, pero puede inducirse deliberadamente como tratamiento médico. Los síntomas suelen aparecer cuando la temperatura central del cuerpo desciende de 1–2 °C (1.8–3.6 °F) por debajo de la temperatura normal.

### Temperatura basal del cuerpo
La temperatura corporal basal es la temperatura más baja que alcanza el cuerpo durante el descanso (generalmente durante el sueño). Generalmente se mide inmediatamente después de despertar y antes de realizar cualquier actividad física, aunque la temperatura medida en ese momento es algo más alta que la temperatura corporal basal real. En las mujeres, la temperatura difiere en varios puntos del ciclo menstrual, y esto puede usarse a largo plazo para rastrear la ovulación con el propósito de ayudar a la concepción o evitar el embarazo. Este proceso se llama conciencia de la fertilidad.

### Temperatura central
La temperatura central, también llamada temperatura corporal central, es la temperatura de funcionamiento de un organismo, específicamente en estructuras profundas del cuerpo como el hígado, en comparación con la temperatura de los tejidos periféricos. La temperatura central se mantiene normalmente dentro de un rango estrecho para que puedan ocurrir reacciones enzimáticas esenciales. La elevación significativa de la temperatura central (hipertermia) o la depresión (hipotermia) durante más de un breve período de tiempo es incompatible con la vida humana.
El examen de la temperatura en el corazón, por medio de un catéter, es la medida estándar de oro tradicional utilizada para estimar la temperatura central (la temperatura oral se ve afectada por las bebidas frías o calientes, las fluctuaciones de la temperatura ambiente y la respiración bucal). Dado que los catéteres son altamente invasivos, la alternativa generalmente aceptada para medir la temperatura corporal central es mediante mediciones rectales. Se espera que la temperatura rectal sea aproximadamente 1 Fahrenheit (o 0,55 grados Celsius) más alta que la temperatura oral tomada en la misma persona al mismo tiempo. Los termómetros de oído miden la temperatura del tímpano desde la membrana timpánica utilizando sensores infrarrojos y también tienen como objetivo medir la temperatura corporal central, ya que el suministro de sangre de esta membrana se comparte directamente con el cerebro. Sin embargo, este método para medir la temperatura corporal no es tan preciso como la medición rectal y tiene una baja sensibilidad a la fiebre, no pudiendo determinar tres o cuatro de cada diez mediciones de fiebre en los niño. La medición de la temperatura del oído puede ser aceptable para observar tendencias en la temperatura corporal, pero es menos útil para identificar y diagnosticar la fiebre de manera consistente.
Hasta hace poco, la medición directa de la temperatura corporal central requería un dispositivo ingerible o la inserción quirúrgica de una sonda. Por lo tanto, se han utilizado comúnmente una variedad de métodos indirectos como la alternativa preferida a estos métodos más precisos aunque más invasivos. En general, se considera que la temperatura rectal o vaginal proporciona la evaluación más precisa de la temperatura corporal central, particularmente en la hipotermia. A principios de la década de 2000, se produjeron termistores ingeribles en forma de cápsulas, que permitían que la temperatura dentro del tracto digestivo se transmitiera a un receptor externo; un estudio encontró que eran comparables en precisión a la medición de la temperatura rectal. Más recientemente, se ha desarrollado un nuevo método que utiliza sensores de flujo de calor. Varios trabajos de investigación muestran que su precisión es similar a la de los métodos invasivos.

## Variación de temperatura

### Temperatura elevada
- 44 grados Celsius (111,2 °F) o más - Es casi seguro que ocurrirá la muerte; sin embargo, se sabe que las personas sobreviven hasta 46,5 grados Celsius (115,7 °F) .[15][16]
- 43 grados Celsius (109,4 °F) - Normalmente muerte, o puede haber daño cerebral grave, convulsiones continuas y shock. Es probable que se produzca un colapso cardio-respiratorio.
- 42 grados Celsius (107,6 °F) - El sujeto puede ponerse pálido o permanecer enrojecido. Pueden volverse comatosos, tener delirio intenso, vómitos y convulsiones. La presión arterial puede ser alta o baja y la frecuencia cardíaca será muy rápida.
- 41 grados Celsius (105,8 °F) - (Emergencia médica) - Pueden producirse desmayos, vómitos, dolor de cabeza intenso, mareos, confusión, alucinaciones, delirio y somnolencia. También puede haber palpitaciones y dificultad para respirar.
- 40 grados Celsius (104 °F) - Pueden producirse desmayos, deshidratación, debilidad, vómitos, dolor de cabeza, dificultad para respirar y mareos, así como sudoración profusa. Empieza a poner en peligro la vida.
- 39 grados Celsius (102,2 °F) - Sudoración intensa, enrojecida y roja. Frecuencia cardíaca rápida y dificultad para respirar. Puede haber agotamiento acompañando a esto. Es muy probable que los niños y las personas con epilepsia tengan convulsiones en este punto.
- 38 grados Celsius (100,4 °F) - (Clasificada como hipertermia si no es causada por fiebre) - Sensación de calor, sudoración, sed, mucha incomodidad, un poco de hambre. Si esto es causado por fiebre, también puede haber escalofríos.

### Normal
- 36.5–37.5 °C (97.7–99.5 °F) - Es un rango reportado típicamente para la temperatura corporal normal.[1]

### Frío
- 36 grados Celsius (96,8 °F) - Sensación de frío, escalofríos de leves a moderados. La temperatura corporal puede bajar tanto durante el sueño. Puede ser una temperatura corporal normal.
- 35 grados Celsius (95,0 °F) - (La hipotermia es inferior a 35 grados Celsius (95,0 °F) ) - Escalofríos intensos, entumecimiento y piel azulada/grisácea. Existe la posibilidad de irritabilidad cardíaca.
- 34 grados Celsius (93,2 °F) - Escalofríos severos, pérdida de movimiento de los dedos, cianosis y confusión. Pueden producirse algunos cambios de comportamiento.
- 33 grados Celsius (91,4 °F) - Confusión moderada a severa, somnolencia, reflejos deprimidos, pérdida progresiva de escalofríos, latidos cardíacos lentos, respiración superficial. Los escalofríos pueden detenerse. El sujeto puede no responder a ciertos estímulos.
- 32 grados Celsius (89,6 °F) - (Emergencia médica) - Alucinaciones, delirio, confusión total, somnolencia extrema que progresivamente se vuelve comatosa. No hay temblores (el sujeto puede incluso pensar que está caliente). El reflejo puede estar ausente o ser muy leve.
- 31 grados Celsius (87,8 °F) - Comatoso, muy raramente consciente. Leves o nulos reflejos. Respiración muy superficial y frecuencia cardíaca lenta. Posibilidad de problemas graves del ritmo cardíaco.
- 28 grados Celsius (82,4 °F) - Es probable que se produzcan alteraciones graves del ritmo cardíaco y que la respiración se detenga en cualquier momento. La persona puede parecer muerta.
- 24-26 °C (75,2–78,8 °F) o menos - La muerte generalmente ocurre debido a latidos cardíacos irregulares o paro respiratorio; sin embargo, se sabe que algunos pacientes sobreviven con temperaturas corporales tan bajas como 13,7 grados Celsius (56,7 °F).[17]

Hay señales corporales no verbales que pueden sugerir que una persona experimenta una temperatura corporal baja, que pueden usarse para personas con disfasia o para bebés. Ejemplos de señales no verbales de frialdad incluyen quietud y aletargamiento con respecto al movimiento kinesiológico, estornudos, palidez inusual de piel entre los caucásicos y, entre los hombres, encogimiento y contracción del escroto.

## Comprensión histórica
En el siglo XIX, la mayoría de los libros citaban "calor de sangre" como 98 °F, hasta que un estudio publicó la media (pero no la varianza) de una muestra grande como 36,88 grados Celsius (98,4 °F). Posteriormente, esa media se citó ampliamente como "37 °C o 98,4 °F" hasta que los editores se dieron cuenta 37 °C es igual a 98,6 °F, no 98,4 °F.  El valor de 37 °C fue establecido por el médico alemán Carl Reinhold August Wunderlich en su libro de 1868, que puso los gráficos de temperatura en un uso clínico generalizado.